# 班巴馬卡
班巴馬卡（西班牙語：Bambamarca），是秘魯的城鎮，位於該國北部卡哈馬卡大區，是瓦爾加約克省的首府，距離卡哈馬卡117公里，海拔高度2,532米，2005年人口13,978，居民主要從事農業和畜牧業。